# 野村江利也
野村江利也（日语：野村 エリヤ，1992年5月20日—），是日本CAROTTE事務所所屬的演員。身高167厘米，血型為B型。出身於東京市。

## 人物
- 興趣：足球
- 特長：每次舉重可達1000下或以上
- 將來的夢想：歌手

## 演出作品

### 電視劇
- 女人與愛與Mystery 迷離大藏的事件簿2（東京電視台、2003年）。
- 女王的教室（日本電視台、2005年）飾演6年3班學生不破翔太。
- 演歌女王（第3集）（日本電視台、2007年）。

### 其他電視節目
- USO?!Japan（東京廣播公司、2003年）
- 體感！實感！機械人的未來（日本放送協會、2004年）

### 電影
- 功夫棒球（2005年7月公映）飾演足球少年。

### 廣告
- Misawa Homes「Misawa Homing」（2005年）
- 倍樂生「Pocket Challenge V2」（2006年）
- Konami（2006年）

### 硬照
- Belluna郵購（目錄冊）（2000年）
- 公文式（2000年4月開始，為期3年）
- 雄雞社（解說如何縫紉童裝的工具書、ISBN 4-277-72189-3）（2001年）
- 法務省（海報）（2001年）
- 西武（宣傳單張）（2001年）
- 青葉圖書「科學測驗」（2002年）
- NTT DoCoMo「F66i/GPS 手提電話」（小冊子）（2003年）
- 伊藤洋華堂（宣傳單張）（2003、2004年）
- Child社（目錄冊）（2004年）
- 須磨學園「中學入學資料」（小冊子、海報、官方網站）（2005年）

### 宣傳錄影帶
- ENIX（用於宣傳項目）（2002年）

## 站外連結
- 官方個人詳細資料